# Carlo De Franceschi
Carlo De Franceschi (Gologorica kraj Pazina, 16. ili 17. listopada 1809. – Gologorica, 8. siječnja 1893.), povjesničar i talijanski političar.
Rođen u poznatoj obitelji, čiji su članovi do druge pol. 20.st. ostavili značajan trag u istarskoj kulturi, umjetnosti, političari i etnokulturnim prilikama. Gimnaziju je pohađao u Rijeci i Kopru, a pod očevim je pritiskom nastavio studij prava u Grazu, gdje su ojačala njegova protuaustrijska stajališta.
U Grazu je diplomirao pravo 1832. Tijekom studija upoznao se s političkim idejama karbonarskih društava. Od 1833. radi u Okružnom sudu u Rovinju. Po povratku u Istru pristupio liberalnoj struji talijanskog iredentističkog pokreta. Zbog te djelatnosi izazvao je pozornost austrijske policije. U Rovinju je potajno okupljao protuaustrijski orijentiranu istarsku mladež i izdavao protuaustrijski bilten.
U austrijskoj Ustavotvornoj skupštini u Beču i u Kroměřížu 1848./49. bio je zastupnik pazinsko-rovinjsko-vodnjanskog izbornoga kotara. Osim njega Istru su predstavljali A. Madonizza iz Kopra, M. Fachinetti iz Vižinade, F. Vidulich iz Malog Lošinja i G. Vlach iz Lošinja i svi su odbili ulazak Istre u Njemačku Konfederaciju. U Beču je iste god. objavio polemični članak dokazujući »talijanstvo Istre« (Per l’italianità dell’ Istria). Zbog protuaustrijskih i talijanskih iredentističkih stekao je epitete »Mazzinijeva apostola«, »istarskoga separatista« i »državnoga provokatora«, zbog čega je prilikom reforme sudstva u Monarhiji 1854. godine prisilno umirovljen i bio prisiljen vratiti se u rodno mjesto.
Poslije je radio u jednome riječkom odvjetničkom uredu. U politički se život vratio obnovom ustavnosti 1861. godine. Od 1861. do 1876. obnašao je dužnost tajnika Istarskoga sabora u Poreču.
Od 1843. i povezivanja s Pietrom Kandlerom u Trstu bavi se i znanstvenim radom kojim se bavio sustavno sve do smrti. Zanimao se za arheologiju i povijest Istre. Znanstvene radove objavio je na talijanskom jeziku u časopisima markgrofovije Istre. Glavno djelo Istra. Povijesne bilješke, objavljeno u Poreču, prvi je pokušaj cjelovitoga prikaza povijesti istarske povijesti od starog vijeka do 1815. godine. Prvi je među istarskim talijanskim intelektualcima upozorio da »slavenski« (hrvatski i slovenski) element teži vlastitoj kulturnoj i polit. afirmaciji. Kao olitičar zanemarivao je krupne povijesne činjenice te one iz onodobne istarske zbilje što mu se prenijelo i u znanstveni rad. Djela mu snažno obilježavaju njegova politička nastojanja oko priključenja Istre Italiji, zbog čega je neobjektivan prema hrvatstvu Iste što ograničava vrijednost znanstvenog rada Carla De Franceschija.

## Vanjske poveznice
- Carlo De Franceschi: L'Istria: note storiche (Istra. Povijesne bilješke)